# Pròffiti Now! Prima conferenza sulla musica componibile
Pròffiti Now! Prima conferenza sulla musica componibile è un Album dei Mariposa pubblicato nel 2005.

## Tracce

### Disco uno
1. Forza musica - 5:07
2. Conferenza #1 - 0:41
3. Rimpianti a gas - 4:02
4. Conferenza #2 - 0:55
5. Trovarobato - 5:23
6. L'asta degli oggetti scivolati - 6:00
7. Conferenza #3 - 1:14
8. Camposanto - 5:41
9. Pretzel - 2:05
10. Conferenza #4 - 0:43
11. La stima del manicomio - 6:49
12. Conferenza #5 - 2:01
13. Che caro che è il casello - 2:11
14. Tutta roba marca - 3:24
15. Conferenza #6 - 1:18
16. Errata corrige - 2:11

### Disco due
1. Le signorine centroamericane - 7:41
2. Radio marea - 7:26
3. Conferenza #7 - 1:25
4. Porto rispetto - 3:48
5. Conferenza #8 - 2:15
6. Pin pam - 2:31
7. Conferenza #9 - 2:29
8. Terrorismo! - 6:02
9. Circo a tre piste - 5:16
10. Conferenza #10 - 0:27
11. Talaltri - 2:38
12. Conferenza #11 - 1:01
13. Teen vaginas can destroy your life - 4:23
14. Conferenza #12 - 1:21
15. Blob non si tocca - 4:55
16. Conferenza #13 - 0:58
17. Pròffiti now! - 3:07